# Università dell'Ovest di Timișoara
L'Università dell'Ovest di Timișoara (in rumeno: Universitatea de Vest din Timișoara) è un'università fondata nel 1962 e situata a Timișoara in Romania.

## Struttura
L'università è organizzata nelle seguenti undici facoltà:
- Arti e design
- Chimica, biologia, geografia
- Giurisprudenza
- Economia e amministrazione aziendale
- Scienze motorie e sport
- Fisica
- Lettere, storia e teologia
- Matematica e informatica
- Musica e teatro
- Sociologia e psicologia
- Scienze politiche, filosofia e scienze della comunicazione